# Cyathea pruinosa
Cyathea pruinosa är en ormbunkeart som beskrevs av Eduard Rosenstock. Cyathea pruinosa ingår i släktet Cyathea och familjen Cyatheaceae. Inga underarter finns listade.